# Élections en Inde
Les élections en Inde sont organisées par la Commission électorale indienne. Elles concernent un corps électoral de 814 millions de personnes, le plus important au monde.
En raison du nombre important d'électeurs, elles se déroulent en plusieurs phases de vote (il y avait neuf phases lors des élections législatives indiennes de 2014). Depuis plusieurs années, les électeurs votent à l'aide de machines électroniques.

## Système électoral

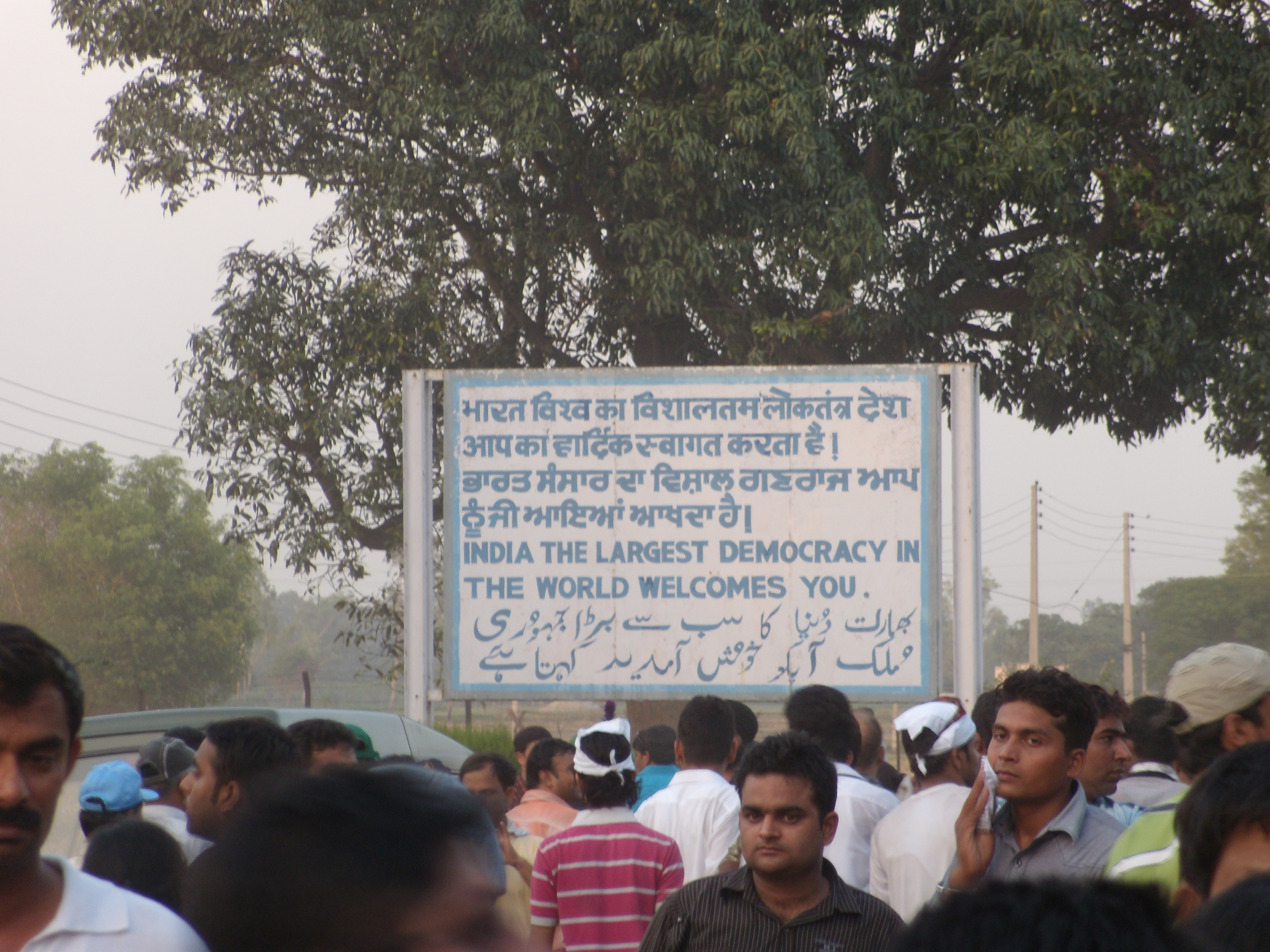
Les Indiens sont fiers de leur démocratie

Les Indiens votent pour élire les organes suivants:
- la Lok Sabha, la chambre basse du Parlement de l'Inde
- les Vidhan Sabhas, Assemblées législatives des États et des territoires de Delhi et Pondichéry
- les autorités locales : Gram Panchayat, municipalité, conseil municipal, corporation municipale

Les élections ont lieu tous les cinq ans, à moins que la chambre soit dissoute avant la fin de son mandat.
Le président de l'Inde, le Rajya Sabha (chambre haute du Parlement) et les Vidhan Parishads (chambres hautes des législatures de certains États) sont élus au suffrage indirect.
Les élections se tiennent au scrutin uninominal majoritaire à un tour : les députés sont élus par circonscriptions, à raison d'un député par circonscription. Dans chacune d'entre elles, le candidat ayant rassemblé le plus grand nombre de voix, quel que soit son score, est déclaré élu.
Dans tous les organes, un certain nombre de circonscription est réservé pour des candidats issus des « castes répertoriées » (Scheduled castes, Dalits/Intouchables) et des « tribus répertoriées » (Scheduled tribes, Adivasis/Aborigènes) afin de leur assurer une représentation proportionnelle à leur part dans la population. Pour les élections locales (panchayats et municipalités), un tiers des sièges est réservé aux femmes.

### Processus électoral
Le processus électoral en Inde dure au moins un mois pour les élections à l'Assemblée législative d'un État et est encore plus long pour les élections à la Lok Sabha. La Constitution indienne établit que tout citoyen indien de plus de 18 ans peut être inscrit comme électeur sur les listes électorales. Les électeurs ont la responsabilité de s'inscrire sur la liste électorale : en général, ils peuvent le faire jusqu'à une semaine avant la date limite de dépôt des candidatures

#### Avant les élections
Avant les élections, la Commission électorale indienne fixe la date limite de dépôt des candidatures, la date du vote et du dépouillement. Un code de conduite des candidats est applicable à partir du moment où les dates sont annoncées. Aucun parti politique ne peut utiliser les ressources du gouvernement pour faire campagne. Le code de conduite précise que la campagne prend fin 48 heures avant le jour du scrutin.

#### Jour du scrutin
La campagne se termine le jour précédent le jour du scrutin. Des écoles publiques et des collèges sont utilisés comme bureau de vote. Un collector est responsable du scrutin dans chaque district et des fonctionnaires sont employés pour tenir les bureaux de vote. Le vote électronique est de plus en plus utilisé pour des raisons de sécurité. Depuis les élections de 1962, une marque à l'encre indélébile est généralement appliquée sur l'index gauche des électeurs pour indiquer qu'ils ont voté afin d'empêcher la fraude.

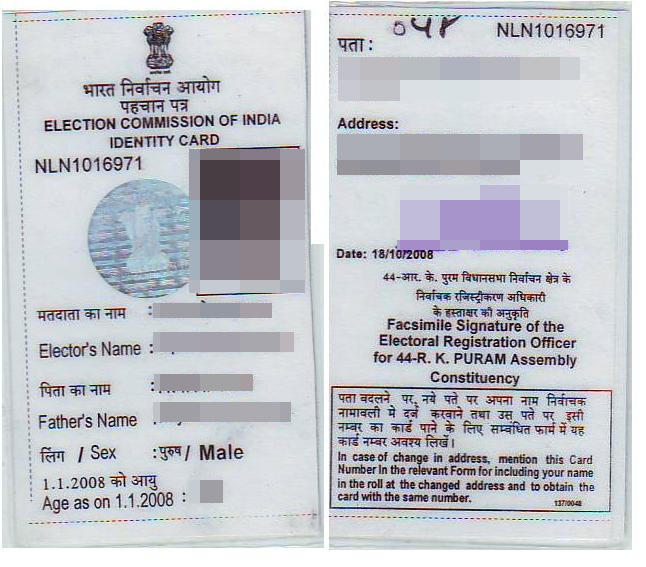
Carte d'identité électorale avec photo délivrée par la Commission électorale.
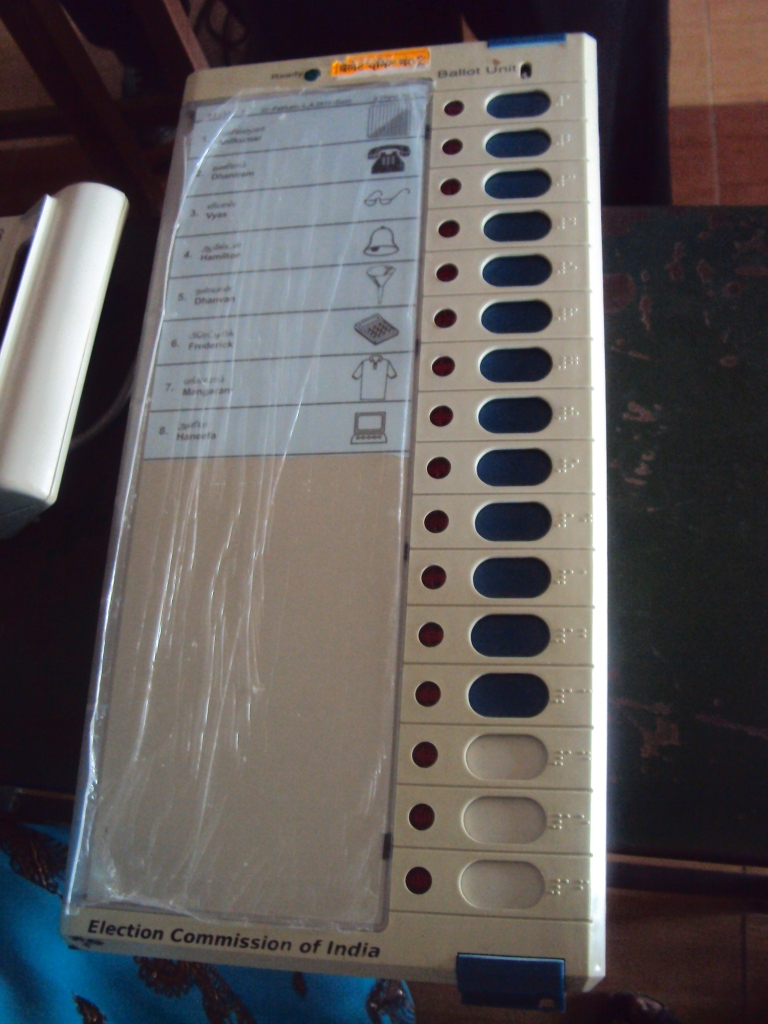
Liste des candidats sur une machine à voter. Chaque parti est représenté par un symbole électoral, et par un numéro en braille[1].
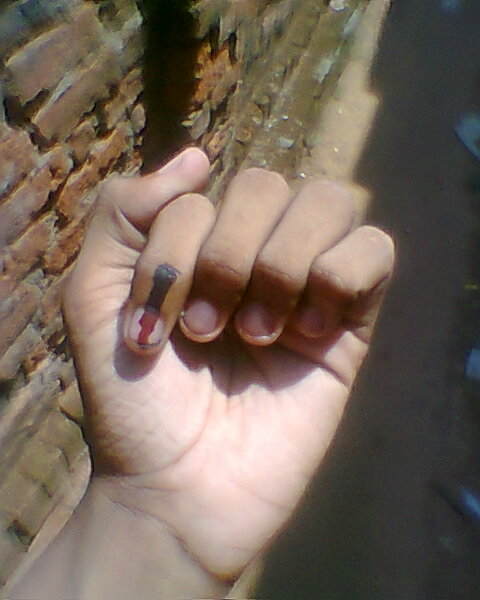
Pour empêcher les votes multiples, l'index de chaque électeur est marqué à l'encre après son vote.

#### Après le vote
Après le jour du scrutin, les machines à voter sont stockées dans une salle sécurisée jusqu'à la fin de toutes les phases de scrutin. Lorsque les élections ont eu lieu dans toutes les circonscriptions concernées, une journée est dédiée au dépouillement. En général le résultat est connu en quelques heures. Le candidat arrivé en tête est déclaré vainqueur.

## Élections nationales
Depuis l'Indépendance, il y a eu seize élections à la Lok Sabha.
| Date | Date | Parti ou coalition arrivé en tête | Parti ou coalition arrivé en tête | Premier(s) ministre(s)                                                 |
| ---- | ---- | --------------------------------- | --------------------------------- | ---------------------------------------------------------------------- |
| I    | 1952 |                                   | Congrès                           | Jawaharlal Nehru                                                       |
| II   | 1957 |                                   | Congrès                           | Jawaharlal Nehru                                                       |
| III  | 1962 |                                   | Congrès                           | Jawaharlal Nehru, Gulzarilal Nanda, Lal Bahadur Shastri, Indira Gandhi |
| IV   | 1967 |                                   | Congrès                           | Indira Gandhi                                                          |
| V    | 1971 |                                   | Congrès                           | Indira Gandhi                                                          |
| VI   | 1977 |                                   | Janata Party                      | Morarji Desai, Charan Singh                                            |
| VII  | 1980 |                                   | Alliance du Congrès               | Indira Gandhi, Rajiv Gandhi                                            |
| VIII | 1984 |                                   | Congrès                           | Rajiv Gandhi                                                           |
| IX   | 1989 |                                   | Front national                    | V. P. Singh, Chandra Shekhar Singh                                     |
| X    | 1991 |                                   | Alliance du Congrès               | P. V. Narasimha Rao                                                    |
| XI   | 1996 |                                   | Front uni                         | Atal Bihari Vajpayee, H. D. Deve Gowda, Inder Kumar Gujral             |
| XII  | 1998 |                                   | Alliance démocratique nationale   | Atal Bihari Vajpayee                                                   |
| XIII | 1999 |                                   | Alliance démocratique nationale   | Atal Bihari Vajpayee                                                   |
| XIV  | 2004 |                                   | Alliance progressiste unifiée     | Manmohan Singh                                                         |
| XV   | 2009 |                                   | Alliance progressiste unifiée     | Manmohan Singh                                                         |
| XVI  | 2014 |                                   | Alliance démocratique nationale   | Narendra Modi                                                          |
| XVII | 2019 |                                   | Alliance démocratique nationale   | Narendra Modi                                                          |

## Élections dans les États
| Alliance démocratique nationale - BJP (12) - AIADMK (1) - Janata Dal (United) (1) - Mizo National Front (1) - Nationalist Democratic Progressive Party (1) - National People's Party (1) Alliance progressiste unie - Congrès (5) - Janata Dal (Secular) (1) Autres - CPI(M) (1) - Aam Aadmi Party (1) - Trinamool Congress (1) - Biju Janata Dal (1) - Sikkim Krantikari Morcha (1) - Telangana Rashtra Samithi (1) - YSR Congress Party (1) - Governor's rule (1) |

| État                             | Dernière élection | Sièges |                                                |                                |                                    |                                   | Ministre en chef | Ministre en chef                 |
| État                             | Dernière élection | Sièges | Gauche                                         | Congrès+                       | BJP+                               | Autres                            | Ministre en chef | Ministre en chef                 |
| Andhra Pradesh                   | 2019              | 175    |                                                |                                |                                    | YSRC 150 TDP 24 Autre 1           |                  | Y. S. Jaganmohan Reddy (YSRC)    |
| Arunachal Pradesh                | 2019              | 60     |                                                | INC 4                          | BJP 31 JD(U) 7                     | NPP 4 PPA 1 Ind. 2                |                  | Pema Khandu (BJP)                |
| Assam                            | 2016              | 126    |                                                | INC 26                         | BJP 60 AGP 14 BPF 12               | AIUDF 13 Ind. 1                   |                  | Sarbananda Sonowal (BJP)         |
| Bengale-Occidental               | 2016              | 294    | CPI(M) 26 RSP 3 AIFB 2 CPI 1 Ind. 1            | INC 44                         | BJP 3 GJM 3                        | AITC 211                          |                  | Mamata Banerjee (AITC)           |
| Bihar                            | 2015              | 234    | CPIML 3                                        | RJD 80 INC 27                  | BJP 53 JD(U) 71 LJP 2 RLSP 2 HAM 1 | Ind. 4                            |                  | Nitish Kumar (JD(U))             |
| Chhattisgarh                     | 2019              | 90     |                                                | INC 68                         | BJP 15                             | JCC 5 BSP 2                       |                  | Bhupesh Baghel (INC)             |
| Goa                              | 2017              | 40     |                                                | INC 17                         | BJP 13 MG 3 GFP 3 Ind. 2           | Ind. 1 NCP 1                      |                  | Pramod Sawant (BJP)              |
| Gujarat                          | 2017              | 182    |                                                | INC 77 NCP 1                   | BJP 99                             | Ind. 3 Autres 2                   |                  | Vijay Rupani (BJP)               |
| Haryana                          | 2014              | 90     |                                                | INC 15                         | BJP 47 SAD 1                       | INLD 19 HJC 2 BSP 1 Ind. 5        |                  | Manohar Lal Khattar (BJP)        |
| Himachal Pradesh                 | 2017              | 68     | PCI(M) 1                                       | INC 21                         | BJP 44                             | Ind. 2                            |                  | Jai Ram Thakur (BJP)             |
| Jharkhand                        | 2019              | 80     | CPI(ML)L 1                                     | JMM 30 INC 16 RJD 1            | BJP 25                             | JVM(P) 3 AJSU 2 NCP 1 Ind. 3      |                  | Hemant Soren (JMM)               |
| Karnataka                        | 2018              | 224    |                                                | INC 80 JD(U) 37                | BJP 104                            | BSP 1 Ind. 1                      |                  | B. S. Yediyurappa (BJP)          |
| Kerala                           | 2016              | 140    | CPI(M) 58 CPI 19 Ind. 5 JD(S) 3 NCP 2 Autres 4 | INC 22 IUML 18 KECM 6 KEC(J) 1 | BJP 1                              |                                   |                  | Pinarayi Vijayan (CPI(M))        |
| Madhya Pradesh                   | 2018              | 230    |                                                | INC 114                        | BJP 109                            | BSP 2 SP 2 Ind. 3                 |                  | Shivraj Singh Chouhan (BJP)      |
| Maharashtra                      | 2019              | 288    | PWPA 1 CPI(M) 1                                | Shiv Sena 56 NCP 54 INC 44     | BJP 122                            | BVA 3 AIMIM 2 SP 2 PJP 2 Autres 5 |                  | Uddhav Thackeray (SS)            |
| Manipur                          | 2017              | 60     |                                                | INC 28                         | BJP 21 NPF 4 NPP 4 LJP 1           | AITC 1 Ind. 1                     |                  | Nongthombam Biren Singh (BJP)    |
| Meghalaya                        | 2018              | 60     |                                                | INC 21 NCP 1                   | NPP 19 UDP 6 BJP 2 HSPDP 2         | Ind. 3 Autres 5                   |                  | Conrad Sangma (NPP)              |
| Mizoram                          | 2018              | 40     |                                                | INC 5                          | MNF 26 BJP 1                       | Autres 8                          |                  | Zoramthanga (MNF)                |
| Nagaland                         | 2013              | 59     |                                                | INC 8 NCP 4                    | NPF 37 BJP 1                       | Ind. 8 JD(U) 1                    |                  | Neiphiu Rio (NPP)                |
| Odisha                           | 2019              | 147    | PCI(M) 1                                       | INC 9                          | BJP 23                             | BJD 112 Ind. 1                    |                  | Naveen Patnaik (BJD)             |
| Pendjab                          | 2017              | 117    |                                                | INC 77                         | SAD 15 BJP 3                       | AAP 20 LIP 2                      |                  | Amarinder Singh (INC)            |
| Rajasthan                        | 2018              | 200    | CPI(M) 2                                       | INC 100                        | BJP 73                             | BSP 6 Ind. 13 Autres 6            |                  | Ashok Gehlot (INC)               |
| Sikkim                           | 2019              | 32     |                                                |                                | SDF 15                             | SKM 17                            |                  |                                  |
| Tamil Nadu                       | 2016              | 234    |                                                | DMK 89 INC 8 IUML 1            |                                    | AIADMK 134                        |                  | Edappadi K. Palaniswami (AIADMK) |
| Télangana                        | 2018              | 119    | AIFB 1                                         | INC 19                         | BJP 1                              | TRS 88 AIMIM 7 TDP 2              |                  | K Chandrasekhar Rao (TRS)        |
| Tripura                          | 2018              | 60     | CPI(M) 16                                      |                                | BJP 36                             | IPFT 8                            |                  | Biplab Kumar Deb (BJP)           |
| Uttarakhand                      | 2017              | 70     |                                                | INC 11                         | BJP 57                             | Ind. 2                            |                  | Trivendra Rawat (BJP)            |
| Uttar Pradesh                    | 2017              | 403    |                                                | SP 47 INC 7                    | BJP 312 AD 9 SBSP 4                | BSP 19 RLD 1 NSHD 1 Ind. 3        |                  | Yogi Adityanath (BJP)            |
| Territoire de Delhi              | 2020              | 70     |                                                |                                | BJP 8                              | AAP 62                            |                  | Arvind Kejriwal (AAP)            |
| Territoire du Jammu-et-Cachemire |                   |        |                                                |                                |                                    |                                   |                  | President's rule                 |
| Territoire de Puducherry         | 2016              | 30     |                                                | INC 15 DMK 2                   |                                    | AINRC 8 AIADMK 4 Ind. 1           |                  | V. Narayanasamy (INC)            |